# James O. Prochaska
James O. Prochaska, né le 6 août 1942  à Détroit et mort le 9 juillet 2023, est un professeur émérite de psychologie de l'Université de Rhode Island. Il est l'un des deux auteurs principaux, avec Carlo Diclemente, de la théorie du modèle transthéorique du changement.